# Айманов, Кайрат Тыныштыкович
Кайрат Тыныштыкович Айманов (род. 29 октября 1964) — советский и казахстанский футболист, тренер.

## Карьера
Свою игровую карьеру начал в родном Чимкенте. В сезоне 1983 года он провёл 25 игр, став игроком основного состава. Кайрат получил приглашение в главную команду республики — алма-атинский «Кайрат», игравший в то время в высшей лиге. Из-за сильной конкуренции Кайрат не закрепился в составе, за два сезона он сыграл в двух играх чемпионата и одну кубковую встречу.
Вернувшись в «Мелиоратор» восстановил своё место в стартовом составе. Два сезона (1988-89), Кайрат провёл в армейском коллективе Хабаровска.
И снова поступает предложение от «Кайрата», который к тому времени играл в первой лиге. С распадом СССР и образованием национального чемпионата Казахстана Кайрат становится чемпионом Казахстана и обладателем Кубка Казахстана в 1992 году.
В 1994 году снова становится чемпионом, но уже в составе клуба из Семипалатинска.
В дальнейшем ещё несколько сезонов играл в Павлодаре, Актау, Шымкенте.

## Сборная Казахстана
В составе сборной Казахстана выиграл Кубок Центральной Азии 1992. Из шести игр на поле выходил в четырёх.
Ещё одну игру сыграл в 1996 году, когда в отборочном турнире кубка Азии 1996 казахстанцы проиграли сборной Катара со счётом 0:3.

## Тренерская карьера
В 2000 году в Атырау стал главным тренером «Акжайыка», играющего в первой лиге. В течение долгого времени Айманов выполнял обязанности ассистента главного тренера в клубах казахстанской Премьер-лиги. А в 2015 году возглавил актаускую команду «Каспий», играющую в первой лиге.